# NO-DO
El NO-DO (acrònim de Noticiarios y Documentales), No-Do o nodo, era un noticiari setmanal del règim dictatorial franquista que precedia obligatòriament les pel·lícules projectades als cinemes espanyols entre 1942 i 1976, i de forma voluntària fins al 1981.

## Història
Després d'una etapa prèvia durant la Guerra Civil en la qual es deia simplement Noticieros, el NO-DO (Noticiaris i Documentals) es va crear per acord de la Vicesecretaria d'Educació Popular el 29 de setembre de 1942 i per resolució d'aquesta, el 17 de desembre del mateix any, (BOE, 22-12-1942)," a fi de mantenir, amb impuls propi i directriu adequada, la informació cinematogràfica nacional".
La primera projecció es va realitzar el 4 de gener de 1943. Les primeres imatges que va emetre el NO-DO van ser el comunicat de guerra (escrit) informant de la caiguda de les tropes contràries a Francisco Franco i, a continuació, imatges dels presoners que van ser capturats. També es va informar de la invasió de Polònia per les tropes alemanyes. El règim franquista es va servir del NO-DO per presentar una visió peculiar d'Espanya i de la resta del món, amb escasses possibilitats de contrast per part dels espectadors; la premsa i la ràdio estaven censurades i controlades.

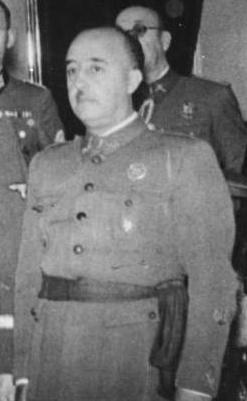
Imatge del dictador Francisco Franco, protagonista de la majoria de NO-DOS

A més a més dels noticiaris, també es projectaven documentals monogràfics, que es deien Imágenes, produïts també pel NO-DO. El NO-DO va substituir a la sèrie que, amb una durada aproximada de mitja hora, precedia a la projecció de pel·lícules (llargmetratges). Aquesta sèrie incloïa: un noticiari a escollir d'entre els deu que es produïen setmanalment (al qual estava abonat l'empresari de la sala), una pel·lícula de dibuixos i una altra còmica o un documental. La feble economia de la postguerra, l'escàs desenvolupament de la indústria cinematogràfica a Espanya i la imposició del NO-DO "per estalviar divises", va suposar pel curtmetratge, un gènere que ja de per si era menyspreat, la seva pràctica desaparició i amb això les possibilitats d'escola que suposava. Paral·lelament, van deixar de produir noticiaris per especialistes fora de la nòmina oficial.
Durant la seva existència, els NO-DO van mantenir l'exclusivitat en referència als reportatges exhibits en sales cinematogràfiques. La seva projecció va ser obligatòria en tots les sessions prèvies de pel·lícules fins a gener de 1976, tot i que es va poder mantenir voluntàriament fins al 1981.
La immediatesa de la informació de la televisió va fer canviar el format, substituint-se les notícies per reportatges amb un interès més permanent; en aquesta reconversió es va introduir la pàgina en color el 1968 per reportatges de caràcter artístic, monumental o turístic. Des del 4 de juliol de 1977, el NO-DO, transformat ja en Revista Cinematogràfica, va començar a realitzar-se íntegrament en color.
La seva peculiar sintonia, el mateix que les repetides imatges del dictador Franco inaugurant embassaments, han quedat gravades en diverses generacions d'espanyols. La música del NO-DO era de Manuel Parada, compositor de bandes sonores com Els últims de Filipines o L'escàndol.
Avui, amb l'objectivitat que dona la distància, podem trobar material per al coneixement d'una època als rotlles del nodo (forma en la qual ho registra el DRAE) pertanyents a la Filmoteca espanyola i custodiats conjuntament per la Filmoteca espanyola i el Departament de Documentació de Radiotelevisión espanyola, en Joaquín Costa, núm. 43 (Madrid).
Per la Llei 4/1980 del 10 de gener d'Estatut de la Ràdio i la Televisió que va constituir l'antic Ens Públic de Radiotelevisió Espanyola, el NO-DO va quedar extingit com a organisme autònom i va ser íntegrament absorbit per RTVE. L'arxiu històric de les emissions del NO-DO és custodiat conjuntament per la Filmoteca Espanyola i el Departament de Documentació de Radiotelevisió Espanyola. Els arxius del NO-DO contenen molt més de material que el que va ser projectat i, com a curiositat, es pot dir que els primers reportatges en color es van rodar el 1968, encara que la imatge més típica del NO-DO sigui en blanc i negre.
El desembre de 2012 els Mitjans Interactius de RTVE van digitalitzar i van llançar el No-Do complet al lloc web de RTVE, de manera que pot ser consultat tot per primera vegada pels usuaris de tot el món i no només per investigadors. Només manquen 5 noticiaris perduts.

## Franco i el NO-DO segons l'escriptor Sheelagh M. Ellwood
La carrera cinematogràfica del Generalísimo es veu dividida en tres fases diferents, que mantenen un notable paral·lelisme amb altres tantes etapes del desenvolupament polític i econòmic del règim. Entre 1943 i 1960, Franco figurava de manera irregular al NO-DO i, en general, el nombre d'aparicions va ser inferior a la mitjana anual de 27, registrada en tot el període de 1943 i 1975.
Només va tenir una tendència ascendent en els quatre anys compresos entre 1951 i 1954, època del retorn dels ambaixadors estrangers i de la signatura de l'acord econòmic i militar amb els EUA. Entre els anys 1960 i 1969, Franco va ser l'estrella dels reportatges de NO-DO, més llargs i més detallats, amb freqüència creixent, aconseguint el seu punt àlgid el 1965, al voltant de l'època en què l'aparell propagandístic celebrava els 25 anys sota la pau de Franco. Les inauguracions de les obres públiques, 55 notícies de mitjana en aquest període, van contribuir al fet que Franco, inaugurant pantans, quedés de forma inesborrable en la memòria col·lectiva del poble espanyol. Entre 1965 i 1975, l'última dècada del règim, van disminuir les aparicions, de mica en mica. El 1970, la decrepitud física de Franco ja era innegablement visible. Un règim que durant trenta anys havia presumit de les qualitats sobrehumanes del seu cap no podia permetre que la càmera cinematogràfica demostrés la seva inexorable mortalitat.
Sheelagh M. Ellwood

## Arxiu digital
- Archivo general digitalizado de la Filmoteca Española: Todos los programas del NO-DO disponibles por fechas y temas en RTVE.es
- Primer NO-DO de la historia, emitido en 1943 en YouTube
- Documental "Los años del NO-DO" en RTVE.es
- Sintonía del NO-DO en formato MP3